# Kadambur
Kadambur es una ciudad y nagar Panchayat situada en el distrito de Thoothukudi en el estado de Tamil Nadu (India). Su población es de 4155 habitantes (2011).

## Demografía
Según el censo de 2011 la población de Kadambur era de 4155 habitantes, de los cuales 2075 eran hombres y 2080 eran mujeres. Kadambur tiene una tasa media de alfabetización del 77,33%, inferior a la media estatal del 80,09%: la alfabetización masculina es del 86,11%, y la alfabetización femenina del 68,75 %.